# Asetro
Asatro eller asetro eller asa- og vanetro er en nyere religion, der trækker på inspiration fra den gamle nordiske religion, som blev praktiseret i de nordiske regioner i oldtiden. Den moderne asatro er en nyhedensk bevægelse, som søger at genoplive og tilpasse disse gamle praksisser og trosmønstre til nutidens kontekst. Det sker så vidt muligt ud fra kildemateriale om troen, men dele  bliver genopfundet. Især viden om ritualerne er mangelfuld. Asatroen går under mange forskellige navne som den gamle skik, den forne sæd (eller Forn siðr), seden, folketro, vættetro, alfetro og vanetro og ikke mindst Nordisk mytologi. Asetro er en voksende religion i hele Skandinavien

## Hovedtræk og definition
Asetro, også kendt som asatro, er en moderne religiøs trosretning, der er baseret på genoplivningen og dyrkelsen af de gamle nordiske guder og mytologi. Navnet "asetro" kommer fra de oldnordiske ord "Áss," der henviser til aseguderne, og "tro," som henviser til “trosretning” eller religion”. Asetro fokuserer på guderne fra den gamle nordiske mytologi, såsom Odin, Thor og Freja, samt på respekt for de gamle skikke fra de nordiske lande.
Praksis og overbevisninger inden for asetro kan variere fra person til person, da det er en religion, der giver mulighed for forskellig tolkning og tilgang. De, der praktiserer moderne asatro, kan således have vidt forskellige tilgange og opfattelser af troen. For nogle er det en form for rekonstruktion, hvor man forsøger at genskabe og praktisere de gamle ritualer og ceremonier så tæt på de oprindelige som muligt. Andre ser det mere som en kilde til inspiration og værdier, der kan integreres i deres moderne livsstil uden nødvendigvis at følge de gamle ritualer. Og for nogle er asetro en trosreligion, der dyrker troen på de gamle guder, mens andre er mere optaget af den spirituelle forbindelse og udvikling.
Asetro er en af de mange former for nyhedenske bevægelser, der er opstået i det 20. og 21. århundrede som en reaktion på det moderne samfund og som en måde at bevare gamle traditioner på. Moderne asatro er således en del af en bredere bevægelse kendt som nyhedenskab, der involverer genoplivning af gammel hedenske tro og praksis over hele verden. Det er vigtigt at bemærke, at praktiseringen af moderne hedenskab kan variere meget fra gruppe til gruppe, og der er ikke en ensartet praksis eller tro for alle, der identificerer sig med denne bevægelse.
Nogle udenforstående forveksler fejlagtigt moderne nordisk religion og spiritualitet med New Age, der var en spirituel bevægelse, som byggede på østlig spiritualitet og var defineret ved en astrologisk tro på vandmandens kommende tidsalder.

## Litterære kilder
De vigtigste skriftlige kilder til asetroen er den ældre Edda og den yngre Edda.
Ældre Edda (alternativt: Den poetiske Edda, Sæmunds Edda, eddadigtene, bare Edda m.fl.) er en digtsamling med fortællinger fra nordisk mytologi og nordiske heltesagn. De blev i 13. og 14. århundrede nedskrevet i Island, men de oprindelige forfattere er i dag ukendte. Digtene er sandsynligvis flere hundrede år ældre og er overleveret gennem mundtlig tradition. De udgør en central tekstgruppe i den islandske litteratur fra middelalderen.
Betegnelsen Edda var oprindeligt navnet på Snorre Sturlassons lærebog i skjaldekunst fra omkring 1220. Men da et manuskript med de ældre eddadigte blev genopdaget i 1643, blev det nyfundne bogværk kaldt Ældre Edda for at adskille det fra Snorres værk, som nu kaldes Yngre Edda. Hvad selve ordet edda betyder er omdiskuteret, men det antages enten at relatere til ordet oldemor (norrønt: edda), altså historier fra oldemors tid eller er en afledning af ordet óðr (digterisk inspiration) eller det latinske edo (jeg udgiver, fremstiller). Især kvadene Havamál og Völuspá bruges til at definere troen.

## Asatro i Skandinavien
Der er dyrkere af asatro i Danmark. Det største af de trossamfund i Danmark er Forn Siðr, som blev godkendt som trossamfund i 2003. Forn Siðr blev stiftet i 1997 og har cirka 600 medlemmer. Lignende organisationer findes i Island, Sverige og i Norge. Dertil er der en del, der praktiserer for sig selv eller i små grupper. Lokale asatrogrupper kaldes enten blótlaug eller godeord.
Asatroen dyrker ase- og vaneguderne fra den nordiske mytologi og forskellige dise- og vættefolk. De omtales som "Magterne". Magterne hyldes gennem blòt, der ofte foregår i en indviet kreds af udøvere, der hilser guder, diser/vætter eller forfædrene ved at drikke en skål for dem. De moderne asatro ritualer foregår primært udendørs. I Danmark har asatroende ingen templer
Der er ikke nogen enkelt fortolkning af de norrøne tekster inden for de asatros miljø. Hver har ret til at fortolke myterne sådan, som det giver mening for vedkommende og udøve troen på en passende måde. Som der står i den sidste del af Forn Siðrs "trosbekendelse":
Gudernes ansigt
ingen kender
vi laver et billede
som ligner os selv,
vi ser det samme,
men ser forskelligt,
ingen kan sige
hvis syn der er sandest.
Det betyder, at asatroen ikke har præster eller religiøse overhoveder.

## Tilgange til asatro
I Danmark er der mange asatroende i trossamfundet Forn Siðr. Alligevel er der mange forskellige strømninger i det danske asatromiljø,     som alle kan findes både i og uden for det store trossamfund. Det er vigtigt at forstå, at asatro er en levende og udviklende tradition, og der er ikke nødvendigvis en fast opdeling mellem disse retninger. Mange asatroende vælger at tage elementer fra forskellige retninger for at skabe deres egen personlige praksis. Det er således normalt, at grupper og individer rummer flere af disse ingredienser, idet de kombineres.

### Konventionel asetro
Den mest almindelige form for asatro, der ofte omtales som "konventionel asatro," er en trosbaseret tilgang til den gamle nordiske religion. Denne tilgang søger enten at genopfinde eller rekonstruere de gamle trosretninger og praksisser, og den bygger på tro på gamle guder som Odin, Thor, Freja, og andre, samt de tilhørende myter og historier. Konventionel asatro omfatter ofte gennemførelse af højtidsceremonier, kendt som "blotar," hvor guderne æres og offerseremonier udføres. Mange tilhængere af konventionel asatro værdsætter deres nordiske arv og kultur og ser asatro som en måde at forbinde med deres rødder. Brugen af nordiske symboler som Mjølnir (Thors hammer), runer og andre elementer er almindelige i konventionel asatro.
Konventionel asetro kan også omfatte vikingereligion, som er grupper, der ser vikingetiden og vikingeinteressen som en naturlig del af asatroen i dag. Disse grupper stræber efter en vikingestil og vikingementalitet i asatroen, og nogle af dem baserer hele eller dele af deres livsstil på at leve som i vikingetiden.

### Rekonstruktionistisk asatro
Kildebaseret asetro prøver at holde sig til kildematerialet om de nordiske religioner i jernalder og vikingetid i det omfang, det kan lade sig gøre. Disse grupper går også under betegnelsen rekonstruktivister eller rekonstruktionister.
Dette er en tilgang, der ofte er mest knyttet til konventionel asetro og søger at rekonstruere og genoplive de gamle nordiske religioner og trosretninger så nøjagtigt som muligt ved hjælp af historisk forskning og kilder som Eddaerne og sagaerne. Disse grupper søger at genskabe de gamle ritualer og overbevisninger.

### Eklektisk asatro
Eklektisk asatro er en tilgang til asatro, der adskiller sig fra rekonstruktionistisk asatro, ved at man kombinerer elementer fra forskellige kilder. Ordet "eklektisk" betyder at vælge og blande det bedste fra forskellige kilder eller traditioner. Eklektisk asatro indebærer især at trække på inspiration fra forskellige gamle norrøne mytologier, tekster og praksisser. Udøverne kan derefter kombinere disse elementer for at skabe deres egen, personlige tilgang til troen. Dette kan omfatte brug af ritualer, symboler, guder og andre aspekter af den norrøne tro fra forskellige kilder, uden at udøverne følger en streng tradition eller etableret lære.
For eklektikere er der ikke en enkelt “rigtig” måde, og det vigtigste er, hvordan individet personligt vælger at sammensætte sin tro, og at det virker for hin enkelte. Nogle eklektikere er egentlige individualister, idet de udvikler deres egen personlige tilgang til troen og vælger at ikke tilslutte sig en bestemt gruppe eller tradition.
Flere personer inden for denne tilgang ser asatroen som en åben og fleksibel størrelse, som også kan inddrage elementer fra andre traditioner som wicca, psykologi eller filosofi. Dette kan også omfatte brug af heksekunst eller andre spirituelle praksisser, der enten er karakteristiske for Wicca eller lignende tilgange. Det er vigtigt at forstå, at eklektisk asatro ikke har en fast definition, og at praksissen kan variere betydeligt fra person til person.

### Vanetro
"Vanetro" er en moderne trosretning, der stammer fra Norden og er baseret på genoplivningen og tilbedelsen af Vanerne gennem ritualer og ofringer. Denne trosretning er også kendt som "Vanatru." Vanetro adskiller sig fra konventionel asatro ved sin specifikke dyrkelse af Vanerne.

### Folketrobaseret asatro
Folketrobaseret asatro refererer til en form for religiøs praksis inden for den bredere asatro-bevægelse, der trækker stærkt på traditionel folketro og kulturelle overbevisninger. Denne tilgang bygger på folketroen eller lavmytologien frem for gudemyterne, idet folketroen ses som den eneste overlevende del af den gamle religion og derfor den eneste oprindelige Folketrobaseret asatro adskiller sig fra mere formaliserede former af asatro ved at betone mere uformelle og folkloristiske tilgange til trospraksis.

### Økologisk asatro
Dette er en moderne tilgang til asatro, der fokuserer på naturdyrkelse og bæredygtighed. Tilhængere af denne retning ser asatro som en måde at forbinde med naturen og tage vare på miljøet. Økologisk asatro indebærer en integration af økologiske og miljømæssige værdier ind i asatro-troen. Dette inkluderer en forståelse af naturens helligdom, bevarelse af miljøet og en bæredygtig livsstil.

### Anarkistisk asetro
Anarkistisk asatro er en fusion af asatro, den gamle nordiske religion, og anarkisme, en politisk og filosofisk bevægelse, der afviser hierarkier og autoriteter. Denne tilgang til asatro har udviklet sig som en måde at integrere spirituelle overbevisninger med anarkistiske principper om frihed og fravær af statslig eller hierarkisk kontrol. Tilhængere af anarkistisk asatro afviser traditionelle religiøse hierarkier og religiøse ledere. De mener, at forholdet til guderne skal være personligt og ikke dikteret af autoriteter.

### Folkistisk asatro
"Folkistisk asetro" er en gren inden for moderne asatro, der understreger forbindelsen mellem asatroen og den specifikke etniske, kulturelle og geografiske identitet af dem, der praktiserer den. Denne tilgang betoner ofte ideen om, at asatroen er en del af den kulturelle arv og identitet for folk i de nordiske regioner. Folkistisk asetro kan dog variere i sin tolkning og praksis, da forskellige grupper og enkeltpersoner kan have forskellige tilgange til denne form for asatro. Tilgangen omatter især grupper, som værner om den nordiske kulturarv og etnicitet. De ser ofte asatro som del af en måde at fastholde en kulturel og etnisk identitet i en moderne verden. Mange af disse individer og grupper er inkluderende og fredelige, men der findes også grupper som er nationalistiske eller ekstreme.

### Odinisme
Odinisme er en moderne tro, der fokuserer specifikt på tilbedelse af guden Odin. Det er vigtigt at bemærke, at Odinisme som enhver tro har forskellige fortolkninger og praksisser, og der findes mange forskellige typer af odinister. Tilhængere af Odinisme søger dog generelt at ære Odin gennem bønner, ritualer og ofringer.
Begrebet odinisme eller wotanisme kan bruges som en almen betegnelse for dyrkelse af Odin, men især i USA findes der også mere ekstreme og politiske versioner af denne tro. Nogle Odinister som for eksempel gruppen Wolf Age Pagans har racistiske holdninger, hvilket har skabt kontrovers omkring begrebet odinisme.

## Relaterede strømninger
Der findes en række strømninger, der er tæt beslægtet med eller relateret til asatro og ofte overlapper. Mange asatroende inddrager elementer fra disse strømninger i deres praksis:

### Nordisk spiritualitet
Nordisk spiritualitet er en tilgang, der fokuserer mere på spiritualitet end på tro og gudedyrkelse. Spiritualiteten adskiller sig således fra konventionelle religiøse tilgange ved at lægge mere vægt på elementer som f.eks. runemagi, sejd og shamanisme, der trods visse populære opfattelser er tre forskellige metoder.
Mange udøvere af nordisk spiritualitet har en åben tilgang og kan integrere moderne spirituelle praksisser i deres daglige liv. Dette kan omfatte meditation, visualisering, personlig udvikling og alternative helbredelsesmetoder som energiarbejde. Den åbne tilgang til nordisk spiritualitet tillader en vis grad af individualitet og kreativitet i praksis.

### Nordisk visdom
Beslægtet med nordisk spiritualitet findes der også filosoffer og vejledere, som ikke beskæftiger sig med tro eller gudedyrkelse, men med åndelig visdom og dybere forståelse af symboler og magi, der ikke er akademisk. Sådanne personer er kyndige inden for dybdepsykologisk eller esoterisk praksis og har bidraget til litteraturen omkring nordisk mytologi og asatro.

### Álfatrú
Álfatrú er en form for nordisk nyhedenskab, der fokuserer på ære af álfar, eller alfer, der betragtes som åndelige væsener i den nordiske kultur. Ordet "álfatrú" kommer fra oldnordisk, hvor "álfar" betyder alfer og "trú" betyder tro eller tro. Praksis inden for Álfatrú kan omfatte meditation, bønner og andre former for åndeligt arbejde, der sigter mod at opbygge og styrke forbindelsen til alferne og den åndelige verden.

### Animisme
Der findes grupper, som kombinerer elementer af nordisk kultur med animistiske overbevisninger om ånder i naturen og i alt, hvad der omgiver os. Nordisk animisme er en moderne naturreligion, der forsøger at integrere nordisk arv og gamle skikke med animistiske idéer.

## Religiøse praksisser
Der findes forskellige typer af religiøse praksiser inden for asatro:

### Blót
Blót er en gammel skandinavisk rituel praksis, hvor ofre blev givet til guderne som en måde at ære og etablere forbindelse med dem. Moderne udøvere af asatro eller kan inkludere blót i deres ceremonier.
Blót er en rituel praksis, der involverer ofre eller gaver, som gives til guderne som en handling taknemmelighed eller for at etablere en forbindelse med gudernes verden. For mange er blót en måde at fordybe sig i de gamle traditioner, forbinde sig med naturen og skabe en religiøs oplevelse, der er meningsfuld for dem.

### Sumbel
Sumbel er en ceremoni, hvor deltagerne drikker af et fælles horn og skåler for guder, forfædre og personlige helte. Det er en social og religiøs begivenhed, hvor man udveksler historier, eder og løfter.

### Fester
Asatro har højtider, der fejrer årets cyklus og naturens gang. Disse inkluderer højtider som Yule (vinter solhverv), Ostara (forårsjævndøgn), Midsommer (sommer solhverv) og Vetrnætr (vinterens komme).

### Gudedyrkelse
Asatroende ære forskellige guder og gudinder fra den nordiske mytologi som Odin, Thor, Freja, og Frigg. Dette kan ske gennem bøn, meditation, ritualer og ofringer.

### Respekt for vætter
Vættir er naturånder, der menes at bo i landskabet. Disse ånder kan inkludere landvætter (jordens ånder), havvætter (havets ånder) og husvætter (hjemmets ånder). Det er almindeligt at vise respekt for vættirne ved at give dem ofringer.

### Runer
Runer er de ældste skrifttegn brugt af germanerne, inklusive de nordiske folk, og de spiller en vigtig rolle i både historisk og moderne asatro. Disse symboler blev brugt til kommunikation, magi og ritualer, og de er fortsat en kilde til fascination og åndelig praksis i dag.
Runer bruges både som skrifttegn og som magiske symboler i forskellige ritualer. De kan anvendes til spådom, beskyttelse og andre magiske formål.

## Særlige livsområder
Ud over de nævnte strømninger og praksisser, er der flere andre måder, hvorpå folk kan nærme sig asatro eller den gamle nordiske mytologi:

### Moral
For nogle asatro-udøvere er fokus på moral en vigtig del af deres praksis. Dette kan indebære at betone værdier som ære og retfærdighed.

### Kunst og håndværk
Mange kunstnere og kreative personer finder inspiration i nordisk mytologi og asatro. Dette kan omfatte at skabe kunst, musik eller litteratur, der udforsker eller udtrykker asatro-principper.
Mange moderne asatroende engagerer sig i rekonstruktionen af historiske kunsthåndværk, som vikingedragter, våben og smykker. Dette hjælper med at forbinde nutidens praktiserende med deres forfædre og bringer fortidens kultur til live.

### Familie
Nogle mennesker integrerer asatro i deres familieliv og opdragelse. Dette kan indebære at fejre højtider, udføre ritualer og indarbejde nordisk mytologi i familiens daglige liv.

### Fællesskab
Asatro lægger stor vægt på fællesskab. Mange asatroende deltager i lokale eller online fællesskaber, hvor de deler viden, erfaringer og deltager i fælles ritualer og begivenheder.
Fællesskaberne giver en platform for medlemmerne til at diskutere og dele deres viden om oldnordisk mytologi, ritualer, historie og andre relevante emner. Dette kan foregå både online, gennem diskussionsfora og sociale medier, samt offline gennem møder og arrangementer.
Asetroende kan også samles for at udføre fælles ritualer og ceremonier, der er baseret på oldnordiske traditioner og mytologi. Dette kan omfatte blot eller mere komplekse ritualer, der markerer særlige tidspunkter på året eller fejrer bestemte guder. Disse fællesskaber kan også arrangere sociale begivenheder, hvor medlemmerne kan mødes, stifte bekendtskab og styrke båndene inden for fællesskabet. Dette kan omfatte picnic, festivaler, håndværksworkshops og andre ikke-religiøse aktiviteter.
Fællesskaberne fungerer som støttende netværk, hvor medlemmer kan dele deres tro, udfordringer og triumfer. Dette skaber et miljø af gensidig forståelse og støtte, hvilket kan være særlig vigtigt, især for dem der måske er en minoritet i deres lokale samfund.

### Kvinder
Nogle grupper og praktikanter vælger at fokusere på en mere kvindecentreret tilgang til asatro, hvor de fremhæver og udforsker kvindelige aspekter af den nordiske mytologi og religion

### Festivaler og markeder
Mange asatrofællesskaber deltager i eller arrangerer festivaler og markeder, hvor kunst og håndværk udstilles og sælges. Disse begivenheder inkluderer ofte historiske rekonstruktioner, håndværksdemonstrationer og workshops.